# 23216 Mikehagler
23216 Mikehagler là một tiểu hành tinh vành đai chính với chu kỳ quỹ đạo là 1571.8794950 ngày (4.30 năm).
Nó được phát hiện ngày 24 tháng 10 năm 2000.